# Mauga Silisili
Mauga Silisili är det högsta berget i Samoa med sina 1 858 meter över havet. Berget är vulkaniskt och är beläget på ön Savaiis centrala delar.